# 제2차 세계 대전 기간 국내 전선
'국내 전선'이라는 표현은 전시 국가에서 민간인들의 활동을 일컫는다. 2차대전은 총력적으로서, 국내 군사 생산이 연합국과 추축국 양쪽에 모두 핵심적인 요소였다. 2차대전 기간 국내 전선은 모든 관련자들에 대한 전쟁 노력의 중요한 요소였고 전쟁 결과에 주된 영향을 미쳤다. 각국 정부는 배급, 인력 할당, 국내 안보, 공습으로부터의 대피, 적에 대한 대응 등 새로운 이슈들에 관련되었다. 국민들의 사기와 심리는 지도자와 선전에 대응했다. 대개 여성들이 전례 없는 수준으로 동원됐다.
각국은 제1차 세계 대전 중 국내 전선으로부터 교훈을 얻었다. 경제적 생산 동원 성공은 전투 작전 수행에 주요 요소였다.
주요국들은 GDP의 5-60%를 탄약 생산에 쏟아부었다. 연합국은 추축국보다 3배 더 많이 생산했다.

## 연합국
연합국들은 대서양 헌장 준수를 약속했다.

### 중국
중국은 2차대전 참전국 중 사상자 수가 두 번째로 가장 많았다. 일본군 점령 하 시민들은 남경 대학살 같은 대규모 학살에서 살아남아야 했다. 몇몇 지역에서 일본군은 또한 중국인 민간인을 향해 생물학 무기를 사용해서 20만 명이 죽었다. 중국군은 수도 남경이 함락된 후 일본군의 침략을 저지하기 위해 황하 제방 붕괴 사건을 일으켰고 이로 인해 수 만 명이 죽었다. 전쟁 중에 허난 대기근 등의 기근이 일어나 수 백 만 명이 죽었다.
일본은 전쟁 초기부터 상해 같은 주요 해안 도시들을 함락시켜 중국을 재정과 산업에 대한 핵심 자원으로부터 차단시켰다. 중국인 수 백 만 명이 서쪽으로 피란을 갔고 곤명 같은 도시들의 인구가 급증했다. 전체 공장과 대학교는 안전한 곳으로 재배치됐고 일본은 이에 따라 임시 수도 중경에 수 백 차례 공습을 가했다.
중국은 미국으로부터 대규모 지원을 받았으나 병력을 적절히 무장시키거나 군인들에게 줄 식량을 위한 충분한 인프라를 갖지 못했다.
2차대전 시기 중국은 국민당이 통치하는 대후방, 공산당이 장악한 해방구, 일본에 함락된 윤함구 세 지역으로 나뉘었다. 몇몇 청년들은 일본이 중국에 세운 괴뢰 정권에 징집됐다.

### 프랑스
1940년 6월 항복한 후 나치 독일은 프랑스 북부를 직접 통치했고, 남부에는 비시 프랑스를 세웠다. 이후 강력한 레지스탕스 움직임이 일었다. 독일은 프랑스군 200만 명을 사로잡고 전쟁 기간 동안 독일 외부에 있는 수용소에 포로로 수용을 하여 프랑스인들의 협조를 보장하기 위한 인질로 이용했다. 비시 프랑스는 독일과 깊이 협력하여 식량, 기계, 노동자를 독일로 보냈다. 프랑스인 수 십 만 명이 독일인 공장에서 일할 것을 강요받거나 경제 위기로 인해 자발적으로 일을 했다. 유태인들은 대부분 체포되어 독일 측에 의해 수용소로 끌려갔다.

#### 여성
전시에 포로로 끌려간 프랑스군 200만 명과 독일에서 강제 노동을 하는 사람들은 전사할 위험은 없었지만 그들의 아내 80만 명의 불만은 높았다. 정부는 그들에게 보상을 약간 했으나 10%는 생계를 위해 매춘부가 됐다. 비시 프랑스는 아주 전통적인 여성의 역할을 강조했다. 전후 프랑스는 여성들에게 투표권을 부여했다.

#### 식량 부족
식량 배급이 제대로 이뤄지지 않았다. 독일인들은 프랑스에서 식량 수확량 중 20% 가량을 장악했고 이는 프랑스인들의 가정 경제에 악영향을 미쳤다. 이로 인하여 상점에는 길이 줄게 늘어서고, 암시장이 횡행하기도 했으며 법적 처벌에도 불구하고 가짜 배급표가 유통되기도 했다.

### 네덜란드
1944년-1945년 네덜란드 기근이 일어났다.

### 폴란드

#### 식량 수탈
나치 독일의 굶주림 계획은 폴란드 내 유태인들을 더 신속하게 '박멸'하고, 폴란드 내의 폴란드인들이 점차적으로 굶주림의 공포에 의해 폴란드를 떠나게 하고 그 자리를 독일인으로 채우기 위함이었다. 나치 독일은 독일 측을 위해 일하는 폴란드인들의 가족들을 위한 더 좋은 식량 배급으로서 독일에서 일을 하도록 강요했다. 폴란드 내에 거주하는 민족독일인은 좋은 배급을 받았고 특수 상점에서 식품을 살 수 있도록 허가됐다. 나치 독일은 암시장에 대한 가혹한 처벌을 포함한 혹독한 식량 통제 체제를 구축했다. 전반적인 영양 불균형 때문에 사망률이 급격히 증가했고 출생률은 감소했다.
1941년 중반까지 폴란드에서 독일인들은 1일당 식량 2,613칼로리만큼을, 폴란드인은 699칼로리만큼을, 게토에 있는 유태인들은 그보다 더 적은 식량을 받았다.

### 소련

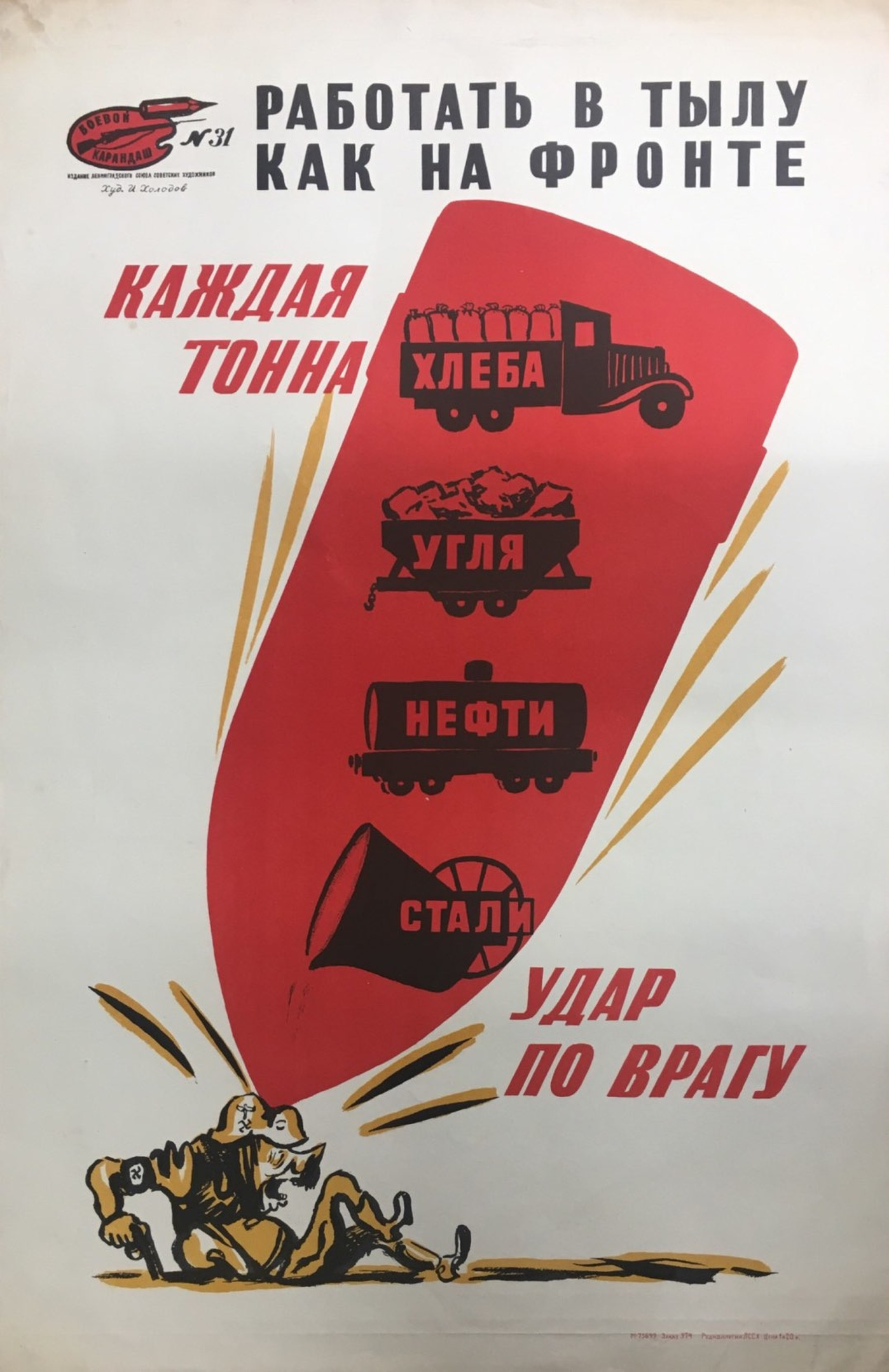
1941년 소련 포스터 "전방에서처럼 후방에서 일하라: 빵, 석탄, 석유, 철강 매 톤마다 적들을 박살낸다."

2차대전 동안 소련에서는 공장 1,523곳이 해체되어 캅카스 산맥 지역, 중앙아시아 지역, 우랄 지역, 시베리아 지역으로 재배치됐다.
또한 소련 내셔널리즘 열풍이 절정에 이르렀다. 소련인들이 독일 침략자들로부터 '모국'을 지키려는 상황에서, 소련 정부는 과거와 달리 극단적인 공산주의적 표현을 자제했다. 부역자로 매도된 소수 민족이 강제 추방을 당하기도 했다. 이전에 회피되던 종교는 신앙심이 있는 이들까지 동원하기 위한 선전책의 일환이 됐다.

### 영연방

#### 영국
2차 대전 동안 영국의 총동원은 대중 여론으로부터의 강력한 지지를 유지함으로써 승리에 있어 성공적인 요소가 됐다. 2차 대전은 민주주의적 열망을 확장하고 전후 복지 국가 약속을 낳은 '인민 전쟁'으로 간주됐다.

##### 배급
식량, 의복, 석유, 가죽 등이 배급제로 바뀌었고 과일처럼 상하는 품목은 배급 대상이 아니었다. 상당한 암시장이 형성되기는 했지만 사치품 접근이 엄격히 차단됐다. 각 가정에서는 전시정원을 가꿨다.